# Nemesis spinulosus
Nemesis spinulosus är en kräftdjursart som beskrevs av R. Cressey 1970. Nemesis spinulosus ingår i släktet Nemesis och familjen Eudactylinidae. Inga underarter finns listade i Catalogue of Life.